# Rikslarm
Rikslarm är ett larm som inte berör en enskild polismyndighet utan är landsomfattande. Det brukar utfärdas av polisen vid särskilt svåra brott (väpnade rån, mord) eller vid tillfällen då svårt kriminella och särskilt farliga interner kommer på fri fot genom rymning från fängelser.